# Colomby de Gex
Colomby de Gex (1688 m n.p.m.) – szczyt w górach Jura we Francji, w departamencie Ain. Czwarty co do wysokości w ogóle szczyt Jury.
Wznosi się w wewnętrznym, położonym najbliżej Jeziora Genewskiego paśmie tych gór, pomiędzy przełęczą La Faucille na północy a najwyższym szczytem Jury, Crêt de la Neige na południu, na zachód od francuskiego miasta Gex. Leży w granicach obszaru chronionej przyrody, obejmującego najwyższe partie francuskiej Jury, zwanego Réserve naturelle nationale de la haute chaîne du Jura.
Szczyt Colomby de Gex ma formę wyraźnej, stożkowatej kopuły. Jego stoki zachodnie, podobnie jak zachodnie zbocza górnych partii grzbietu biegnącego odeń w kierunku północnym są łagodne, natomiast zbocza wschodnie opadają bardzo stromo, miejscami urwiście, zerwą wysokości 400-450 m. Cały masyw w górnych partiach jest bezleśny, pokrywają go rozległe pastwiska. Na szczycie góry wznosi się metalowy maszt.
Przez szczyt Colomby de Gex przechodzi francuski szlak turystyczny, biegnący grzbietem przez najwyższe szczyty Jury od Col de la Faucille na północy po przełom Rodanu na południu. Wyprowadzają nań również szlaki od wschodu, m.in. z Gex i Échenevex. Szczyt jest chętnie odwiedzany ze względu na imponującą, dookolną panoramę, rozciągającą się z jego wierzchołka, obejmującą m.in. Jezioro Genewskie, a przy dobrej widoczności również znaczne partie Alp wraz z masywem Mont Blanc.